# Anthony Hancock
Anthony Duane Hancock (Cleveland, 10 giugno 1960) è un ex giocatore di football americano statunitense che ha militato nel ruolo di wide receiver nella National Football League (NFL).

## Carriera
Hancock fu scelto nel corso del primo giro (11º assoluto) del Draft NFL 1982 dai Kansas City Chiefs. Nella sua stagione da rookie segnò il suo primo touchdown su ricezione su un passaggio da 41 yard nella sconfitta per 26–13 contro San Francisco. Quell'anno ebbe 609 yard su ritorno di kickoff e 103 yard su ritorno di punt.
A livello statistico la miglior stagione di Hancock fu quella del 1983 in cui ricevette 37 passaggi per 584 yard e un touchdown. Ebbe 7 ricezioni per 87 yard nella sconfitta per 41–38 contro San Diego, 5 ricezioni per 94 yards nella sconfitta per 27–12 contro Washington e 6 ricezioni per 73 yard, incluso un touchdown da 45 yard, nella seconda sconfitta della stagione contro i Chargers, 17–14.
Hancock ebbe due prestazioni positive all'inizio della stagione 1984, ricevendo 3 passaggi per 34 yard nella vittoria per 37–27 su Pittsburgh e 3 ricezioni per 109 yard, incluso un touchdown da 46 yard, nella vittoria per 27–22 su Cincinnati. La sua produzione iniziò a declinare, chiudendo con 10 ricezioni per 217 yard e una marcatura.
Nella stagione 1985, Hancock ricevette 15 passaggi per 286 yards e 2 touchdown. Ne segnò uno da 41 yard nella sconfitta contro i Raiders e un altro contro Pittsburgh. Fu svincolato dopo la stagione 1986.